# ATC (zespół muzyczny)
ATC – niemiecki zespół muzyczny grający muzykę dance/pop, który powstał w 1998 roku w Hamburgu.

## Historia zespołu
ATC to pierwsze litery słów stanowiących pełną nazwę tego międzynarodowego zespołu, czyli A Touch Of Class. Jego członkowie to Australijka Sarah Egglestone, Angielka Tracey Packham, Nowozelandczyk Joe Murray oraz Włoch Livio Salvi. Spotkali się w Niemczech, w czasie pracy nad musicalem "Cats", w którym występowali wszyscy razem.
ATC europejski rynek podbili w maju 2000 hitem "Around the World (La La La La La)" który – jak mówili członkowie zespołu – jest taki, jak oni sami, czyli "funny funky and sexy". Utwór przez 7 tygodni był notowany na pierwszym miejscu na niemieckich listach przebojów i stał się największym przebojem lata 2000. W teledysku wykorzystano niezwykle rzadkie niemieckie auto wyścigowe Melkus RS1000. 
Piosenka ta znalazła się na albumie Planet Pop, który premierę miał w lutym 2001 roku. Producentem nagrań ATC został Alex Christensen, odpowiedzialny za brzmienie między innymi Rollergirl, Toma Jonesa czy U96. Dwa lata później wydano krążek Touch the Sky, który nie odniósł spodziewanego sukcesu, i zespół zawiesił działalność.

## Skład zespołu
- Sarah Egglestone
- Tracey Elizabeth Packham
- Joseph "Joey" Murray
- Livio Salvi

## Dyskografia

### Albumy
- 2001: Planet Pop
- 2003: Touch the Sky

### Single
- 2000: „Around the World (La La La La La)”
- 2000: „My Heart Beats Like a Drum (Dam Dam Dam)”
- 2000: „Why Oh Why”
- 2000: „Thinking of You”
- 2001: „I'm in Heaven (When You Kiss Me)”
- 2001: „Call On Me”
- 2001: „Set Me Free”
- 2001: „New York City”
- 2019: „All Around the World (La La La)” (oraz R3hab) – 2× platynowa płyta w Polsce[1]